# 贝灵恩
贝灵恩（荷蘭語：Beringen，荷蘭語發音：[ˈbeːrɪŋə(n)] ⓘ，法語發音：[beʁɛ̃ɡ]）是比利时弗拉芒大區林堡省哈瑟爾特區的一座城市，西南与弗拉芒布拉班特省接壤，通行荷蘭語，是弗拉芒社群的一部分，面积78.30平方千米，人口46,065人（2018年1月1日）。